# Long Bình (Đồng Nai)
Long Bình is een phường van Biên Hòa, de hoofdstad van de provincie Đồng Nai.